# 15898 Харастертім
15898 Харастертім (15898 Kharasterteam) — астероїд головного поясу, відкритий 1997 року і названий на честь групи дослідників астероїдів з НДІ астрономії Харківського національного університету.

## Відкриття
Астероїд був відкритий 26 серпня 1997 року чеськими астрономами Петром Правецем і Ленкою Шароуновою (Котковою) в обсерваторії Ондржейов.
Спершу астероїд отримав тимчасове позначення 1997 QP, що містило інформацію про дату його відкриття: 1997 — рік відкриття, Q означає відкриття в другій половині серпня, P означає п'ятнадцятий астероїд, відкритий за цей період.

## Назва

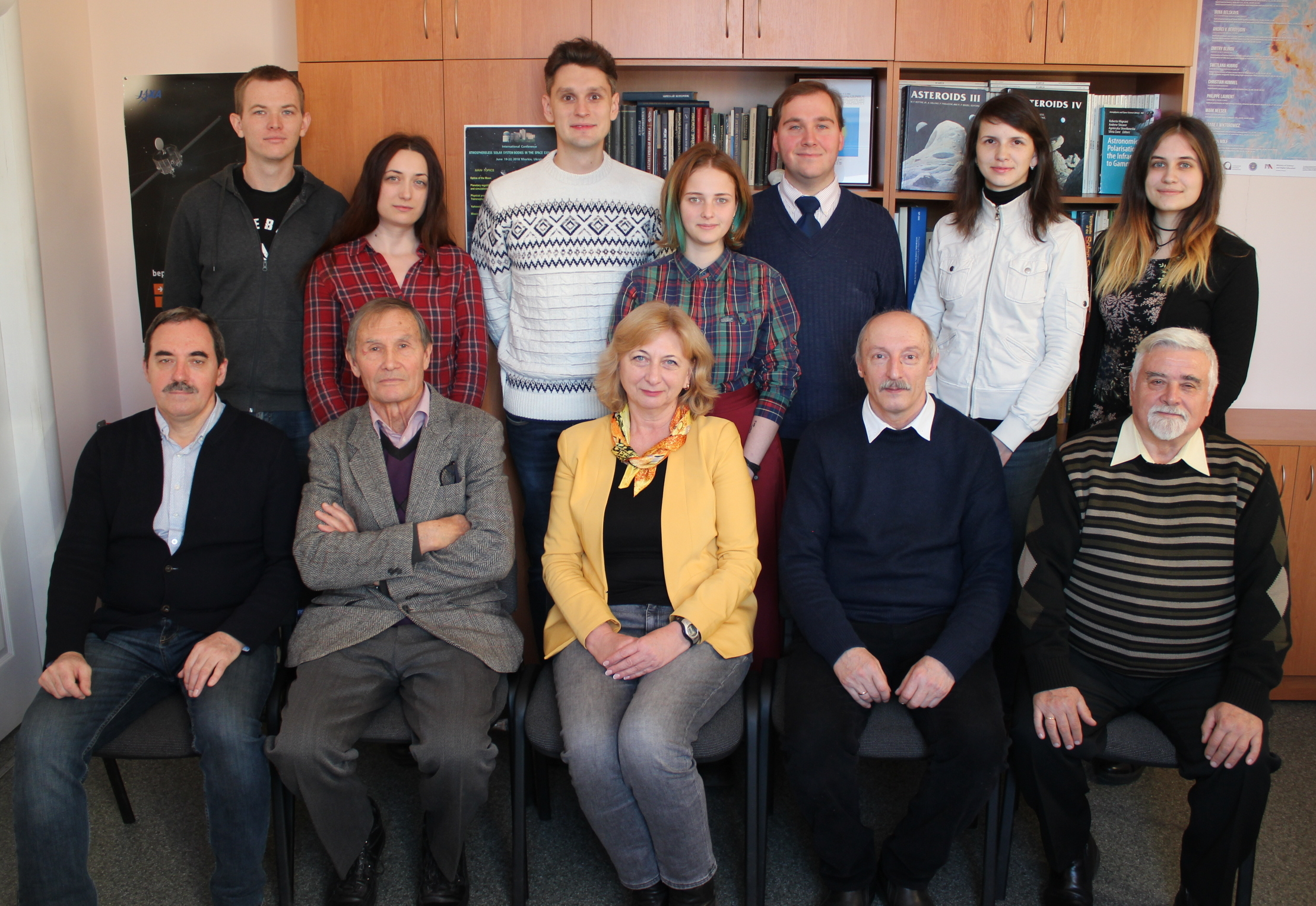
Відділ фізики астероїдів і комет НДІ астрономії ХНУ. В першому ряду науковці, які працювали в відділі на момент найменування астероїда: Юрій Круглий, Дмитро Лупішко, Ірина Бельська, Василь Шевченко, Василь Чорний.

9 березня 2001 року за рішенням Міжнародного астрономічного союзу астероїд отримав назву Kharasterteam. Назва була запропонована чеськими астрономами. Вона є скороченням від «Kharkiv asteroid team» (англ.) — «харківська астероїдна команда». У номінації на найменування сказано: «Астероїдна група в Астрономічній обсерваторії Харківського національного університету зробила важливий внесок у дослідження фізичних властивостей малих планет. Фотометричні та поляриметричні методи групи, а також її чисельне та лабораторне моделювання відомі у всьому світі».